# Hendecourt-lès-Ransart
Hendecourt-lès-Ransart är en kommun i departementet Pas-de-Calais i regionen Hauts-de-France i norra Frankrike. Kommunen ligger i kantonen Beaumetz-lès-Loges som tillhör arrondissementet Arras. År 2022 hade Hendecourt-lès-Ransart 142 invånare.

## Befolkningsutveckling
Antalet invånare i kommunen Hendecourt-lès-Ransart
| Referens: INSEE |